# Пропускна здатність
Пропускна здатність (англ. Throughput) — це показник кількості одиниць інформації, яку система може обробляти за певний проміжок часу. Цей термін широко застосовується до різного роду систем, починаючи від різних аспектів комп'ютерних та мережевих систем до організацій. Споріднені заходи щодо продуктивності системи включають швидкість, з якою може бути завершено певне робоче навантаження, та час відгуку, кількість часу між одним інтерактивним запитом користувача та отримання відповіді. При використанні в контексті мереж зв'язку, таких як Ethernet або цифровий радіозв'язок, пропускна спроможність мережі — це швидкість успішної доставки повідомлень по каналу зв'язку. Дані, до яких відносяться ці повідомлення, можуть передаватися через фізичний або логічний канал, або можуть проходити через певний мережевий вузол. Пропускна здатність зазвичай вимірюється в бітах за секунду (біт / с або bps), а іноді в пакетах даних у секунду (p / s або pps) або пакетах даних на часовий проміжок часу.
Пропускна спроможність системи або загальна пропускна спроможність — це сума швидкості передачі даних, яка доставляється на всі термінали в мережі. Пропускна спроможність є синонімом використаної пропускної здатності; її можна математично проаналізувати, застосовуючи теорію обслуговування, де навантаження в пакетах на одиницю часу позначається як швидкість прибуття (λ), а пропускна спроможність, відкидання пакетів на одиницю часу, позначають як швидкість відправлення (μ).
На пропускну здатність системи зв'язку можуть впливати різні фактори, включаючи обмеження базового аналогового фізичного середовища, доступна потужність обробки компонентів системи та поведінка кінцевого користувача. Коли враховуються різні заголовки протоколів, корисна швидкість переданих даних може бути значно нижчою, ніж максимальна досяжна пропускна спроможність; корисна частина зазвичай називається корисним навантаженням (goodput).

## Максимальна пропускна здатність
Користувачам телекомунікаційних пристроїв, системним дизайнерам та дослідникам у теорії комунікації часто цікаво дізнатися очікувану продуктивність системи. З точки зору користувача, це часто виражається як: «який пристрій найефективніше отримає мої дані для моїх потреб?» Або «який пристрій забезпечить найбільшу кількість даних за одиницю вартості?». Системні дизайнери часто зацікавлені у виборі найбільш ефективної архітектури або дизайнерських обмежень для системи, які керують його кінцевою продуктивністю. У більшості випадків тест, на що здатна система, або його «максимальна пропускна здатність» — це те, у чому зацікавлений користувач або дизайнер. При дослідженні пропускної спроможності термін «максимальна пропускна здатність» часто використовується при обговорені максимальної пропускної здатності кінцевого користувача.
Максимальна пропускна здатність, по суто, є синонімом максимальної швидкості передачі даних.
Виділяють чотири різних значення в контексті «максимальної пропускної здатності», що використовується для порівняння концептуальної ефективності «верхньої межі» кількох систем
- максимальна теоретична пропускна здатність
- асимптотична пропускна здатність
- максимальна пікова пропускна здатність
- максимальна стійка пропускна здатність

Вони представляють різні кількості і треба дотримуватися того, щоб ті ж визначення були використані при порівнянні різних значень «максимальної пропускної спроможності». Порівняння пропускних значень також залежить від кожного біта, що несе однакову кількість інформації. Стиснення даних може суттєво вплинути на обчислення пропускної спроможності, включаючи генерацію значень більше 100 %. Якщо мережа має кілька послідовних ланок з різними бітрейтами, максимальна пропускна спроможність загального каналу нижча або дорівнює найнижчій швидкості передачі даних. Найнижча швидкість посилання в серії каналів називається «шийкою пляшки»..

### Максимальна теоретична пропускна здатність
Це число тісно пов'язане з пропускною здатністю каналу системи і є максимальною можливою кількістю даних, які можуть передаватися в ідеальних умовах. У деяких випадках це число повідомляється як рівне ємності каналу, хоча це може бути оманливим, оскільки тільки технології без пакетизації (асинхронні) можуть досягти цього значення без стиснення даних. Більш точно повідомляється, що максимальна теоретична пропускна спроможність враховує формат та специфікацію накладних витрат з найкращими припущеннями. Це число, як і тісно з ним пов'язаний термін «максимальна досяжна пропускна спроможність» нижче, в основному використовується як груба розрахункова величина, наприклад, для визначення меж можливої продуктивності на ранніх етапах проектування мережі.

### Асимптотична пропускна здатність
Асимптотична пропускна спроможність (рідше формальна асимптотична смуга пропускання) для мережі зв'язку в пакетному режимі є значенням максимальної пропускної функції, коли вхідне мережеве навантаження наближається до нескінченності або через розмір повідомлення, коли він наближається до нескінченності, чи до кількості джерел даних дуже великий. Як і інші швидкості передавання даних і смуга пропускання даних, асимптотична пропускна спроможність вимірюється в бітах за секунду (біт / с), дуже рідко — на байтах за секунду (B / s), де 1 B / s становить 8 біт / с. Використовуються десяткові префікси, наприклад, 1 Мбіт / с становить 1000000 біт / с.
Асимптотична пропускна спроможність зазвичай оцінюється шляхом відсилання або імітації дуже великого повідомлення (послідовності пакетів даних) через мережу, використовуючи ненажерливе джерело та механізм керування потоком (тобто UDP, а не TCP), а також вимірювання пропускної здатності мережевого шляху в кінцевому вузлі. Трафік від інших джерел може зменшити максимальну пропускну здатність мережі. Як альтернатива, можна моделювати велику кількість джерел та поглиначів з контрольним потоком або без нього, а також сумарну максимальну пропускну спроможність мережі (сума трафіку, що досягає його цільових місць). У моделі мережі з нескінченною чергою пакетів асимптотична пропускна здатність виникає, коли латентність (час очікування пакету) прямує до нескінченності, тоді як кількість черг пакетів обмежена, або мережа включає в себе багатоканальні підмережі з багатьма джерелами від яких можуть відкидатися численні пакети, і виникають колізії, частота відкидання пакетів сягає до 100 %.
Добре відоме застосування асимптотичної пропускної спроможності полягає в моделюванні мережі типу точка-точка, де (за Хокні) затримка повідомлень T (N) моделюється як функція довжини повідомлення N як T (N) = (M + N) / A, де A — це асимптотичний проміжок, а M — напівпікова довжина повідомлення.
Асимптотична пропускна здатність використовується при моделюванні продуктивності на комп'ютерних системах з багатьма паралельними процесорами, вхідними та вихідними інтерфейсами, де робота системи сильно залежить від об'єму службового трафіку, а також від продуктивності процесора. У цих програмах асимптотична пропускна здатність використовується в моделі Xu і Hwang (більш загальний, ніж підхід Хокні), що включає кількість процесорів, так що як латентність, так і асимптотична пропускна здатність є функціями від числа процесорів.

### Максимальна пікова пропускна здатність
Вищевказані значення є теоретичними або розрахунковими. Максимальна пікова пропускна здатність — це пропускна здатність в реальній, впровадженій або симульованій системі, виміряна протягом короткого періоду часу, який математично, наближається до нуля. Цей термін є синонімом миттєвої пропускної спроможності. Значення максимальної пікової пропускної здатності застосовують для систем, які покладаються на передачу даних з коротко тривалим збільшенням пропускної здатності (наприклад, Frame Relay); однак, для систем з постійним високим навантаженням це менш імовірно.

### Максимальна стійка пропускна здатність
Це значення пропускної здатності, що усереднено або інтегроване протягом тривалого часу, математично протягом нескінченно тривалого періоду часу. Для мереж з високим навантаженням це, мабуть, буде найточнішим показником продуктивності системи. Максимальна пропускна здатність визначається як асимптотична пропускна здатність, коли навантаження (кількість вхідних даних) дуже велике. У системах з комутацією пакетів, де навантаження та пропускна здатність завжди рівні (якщо втрати пакетів відсутні), максимальна пропускна здатність може бути визначена як мінімальне навантаження в біт / с, що призводить до нестабільності і збільшення часу доставки (латентності) до нескінченності. Це значення також може бути оманливе відносно максимальної пікової пропускної спроможності, оскільки воно приховує пікові миті навантаження.

## Корисне навантаження та службове навантаження
Максимальна пропускна здатність зазвичай є ненадійним показником корисної пропускної здатності, наприклад, швидкості передачі файлів у бітах за секунду. Як зазначалось вище, досягнута пропускна здатність нижча, ніж максимальна пропускна здатність. Це спричинено службовим навантаженням, що додається до корисного навантаження з метою доставки повідомлення і відновлення інформації на приймальній стороні, що і зменшує відношення корисної пропускної здатності до загальної пропускної здатності. Максимальна пропускна здатність вимірюється на канальному рівні і визначається як кількість бітів переданих за секунду, які фізично доставляються. Типовим прикладом цього методу є мережа Ethernet, де максимальна пропускна здатність — це ваговий бітрейт або сировинний бітрейт.
Проте в мережах, що застосовують прямі коди корекції помилок (кодування каналів), надлишковий код помилки зазвичай виключається з пропускної спроможності. Приклад модемного зв'язку, де пропускна здатність зазвичай вимірюється на інтерфейсі між протоколом «точка-точка» (PPP) та модемним з'єднанням з комутацією каналів. У цьому випадку максимальну пропускну здатність часто називають чистим бітрейтом або корисним бітрейтом.
Під корисною пропускною здатністю протоколу розуміється швидкість передачі даних користувачів, які переносяться полем даних кадру. Ця пропускна здатність завжди менше номінальної бітової швидкості протоколу Ethernet за рахунок декількох факторів:
- службової інформації кадру;
- міжкадрових інтервалів (IPG);
- чекання доступу до середовища.

Для кадрів мінімальної довжини корисна пропускна здатність дорівнює: Сп = 14880 х 46 х 8 = 5,48 Мбіт/с.
Це набагато менше 10 Мбіт/с, але варто врахувати, що кадри мінімальної довжини використовуються в основному для передачі службових повідомлень, так що до передачі власне даних файлів ця швидкість відношення не має.
Для кадрів максимальної довжини корисна пропускна здатність дорівнює: Сп = 813 х 1500 х 8 = 9,76 Мбіт/с, що дуже близько до номінальної швидкості протоколу.
Ще раз підкреслимо, що такої швидкості можна досягти тільки в тому випадку, коли двом взаємодіючим вузлам у мережі Ethernet інші вузли не заважають, що буває вкрай рідко.
При використанні кадрів середнього розміру з полем даних у 512 байт пропускна здатність мережі складе 9,29 Мбіт/с, що теж досить близько до граничної пропускної здатності в 10 Мбіт/с.

## Вимірювання пропускної здатності каналу Ethernet
- Сервіс speedtest.net — вимірює ширину каналу Інтернет до обраного сервера.
- Завантаження об'ємного файлу з одного кінця каналу в інший.
- Iperf — клієнт-серверна утиліта, що дозволяє проводити вимірювання заданий час з наданням найпростішого звіту.